# Allostichaster regularis
Allostichaster regularis är en sjöstjärneart som beskrevs av Hubert Lyman Clark 1928. Allostichaster regularis ingår i släktet Allostichaster och familjen trollsjöstjärnor. Inga underarter finns listade i Catalogue of Life.